# Disulfiram
El disulfiram és un fàrmac utilitzat per donar suport al tractament de l'alcoholisme, produint una aguda sensibilitat a l'alcohol. El nom comercial a l'estat espanyol és Antabus de Bohm, S.A.
El disulfiram també s'està estudiant:
- Com a tractament per la dependència de la cocaïna, ja que prevé la degradació de la dopamina (un neurotransmissor l'alliberament és estimulada per la cocaïna), l'excés de dopamina en els resultats d'augment de l'ansietat, la pressió arterial més alta, agitació i altres símptomes desagradables.
- Per la seva activitat anti-protozoària.
- Per a possible ús en la teràpia del càncer.

## Interacció amb l'alcohol
Sota el metabolisme normal, l'alcohol es descompon en el fetge per l'enzim alcohol deshidrogenasa a acetaldehid, que després és convertit per l'enzim acetaldehid deshidrogenasa a àcid acètic innocu. El disulfiram bloqueja aquesta reacció en la fase intermèdia pel bloqueig de l'enzim acetaldehid deshidrogenasa. Després de la ingesta d'alcohol sota la influència de disulfiram, la concentració d'acetaldehid en la sang pot ser de 5 a 10 vegades superior a l'observada durant el metabolisme de la mateixa quantitat d'alcohol sol. Ja que l'acetaldehid és una de les principals causes dels símptomes de la ressaca, això produeix una reacció negativa immediata i greu a la ingesta d'alcohol. Uns 5-10 minuts després de la ingesta d'alcohol, el pacient pot experimentar els efectes d'una ressaca severa durant un període de 30 minuts fins a diverses hores. Els símptomes inclouen enrogiment de la pell, ritme cardíac accelerat, manca d'alè, nàusea, vòmits, mal de cap pulsàtil, alteracions visuals, confusió mental, desmai postural, i col·lapse circulatori.
El disulfiram no s'ha de prendre si l'alcohol ha estat consumit en les últimes 12 hores. No hi ha tolerància al disulfiram. Com que el disulfiram s'absorbeix lentament a través del tracte digestiu i s'elimina lentament per l'organisme, els efectes poden durar fins a 2 setmanes després de la ingesta inicial i, en conseqüència, l'ètica mèdica dicta que els pacients han d'estar plenament informats sobre la reacció disulfiram-alcohol. Els possibles efectes secundaris en prendre disulfiram són entumiment o formigueig a les cames i dificultat per respirar.